# A Gift
A Gift – utwór Basi Trzetrzelewskiej z 2009 roku, wydany na jej płycie It’s That Girl Again.

## Tło
Piosenkę napisali oraz wyprodukowali Basia Trzetrzelewska i Danny White. Jest to ballada opowiadająca o byciu wdzięcznym partnerowi za długoletnią miłość. Nagranie posłużyło jako pierwszy radiowy singel z albumu It’s That Girl Again w Polsce. Utwór cieszył się popularnością w rozgłośniach radiowych, docierając m.in. do 1. miejsca na Liście Przebojów Marka Niedźwieckiego oraz liście „Trójki”, a także 5. miejsca na liście Polskiego Radia Pomorza i Kujaw. Basia zdradziła, że planowane było nagranie teledysku do tej piosenki, lecz pełny wideoklip nigdy nie został oficjalnie wydany. Basia wykonała utwór w duecie z Adą Szulc w polskiej edycji programu X Factor w czerwcu 2011.

## Lista ścieżek
- Download[6]

1. „A Gift” – 3:43